# Lopo Furtado de Mendonça
Lopo Furtado de Mendonça (1661 - 20 de novembro de 1730) foi um almirante português filho de Jorge Furtado de Mendonça e Brites de Lima e Távora. Em 5 de março de 1689, o Rei D. Pedro II nomeia-o Conde do Rio Grande, logo após o casamento com Antónia Maria Francisca Josefa Barreto de Sá.
É em 1717, já no reinado de D. João V, que Lopo Furtado de Mendonça consegue se tornar famoso pela vitória alcançada na Batalha de Matapão. Isso aconteceu quando, a pedido do papa, D. João V envia uma frota, sob o comando de Lopo Furtado de Mendonça, para destruir a frota otomana que ameaçava o Mediterrâneo. A frota parte de Lisboa, depois de muito procurar a frota otomana, os portugueses decidem retornar para Lisboa, até que em abril de 1717, a frota parte de Lisboa, e em 19 de julho de 1717, enquanto passava pelo Cabo Matapão, no sul do Peloponeso, a frota luso-papal-maltesa-veneziana de 35 navios encontra a frota otomana de 55 navios, a batalha começa, 5 navios portugueses (Nossa Senhora do Pilar, a Fortuna Guerreira, a Santo Rosa, a Nossa Senhora da Conceição e a Nossa Senhora da Assunção) vão em direção à frota turca, deixando outros 5 navios (4 portugueses e 1 veneziano) combatendo contra 15 navios turcos. Ao anoitecer, depois de horas de combates, as duas frotas já estavam exaustas, com grandes danos aos navios, mas os turcos já estavam quase sem munição e precisaram se retirar.
Lopo Furtado de Mendonça faleceu em 20 de novembro de 1730, sem deixar descendência.